# 안영일 (1941년)
안영일(1941년 2월 3일 ~ )은 대한민국의 정치인이다. 제26·27대 부산진구청장을 역임했다.

## 학력
- 상주사벌국민학교 (졸업)
- 배정중학교 (졸업)
- 배정고등학교 (졸업)
- 동아대학교 (법학과 / 학사)

## 역대 선거 결과
|  | 69.0% |

|  | 0% |

|  | 41.64% |

|  | 52.45% |